# Bathsheba Demuth
Bathsheba Demuth é uma historiadora ambiental.
Ela obteve o seu bacharelato na Universidade Brown e o seu doutoramento na Universidade da Califórnia em Berkeley. Ela actualmente dá aulas na Brown. Ela é mais conhecida pelo seu livro Costa Flutuante: Uma História Ambiental do Estreito de Bering (Norton, 2019), que ganhou o Prémio George Perkins Marsh de Melhor Livro da Sociedade Americana de História Ambiental. O livro também foi indicado para o Prémio Pushkin.